# 나의 침실로
나의 침실로는 저자 이상화의 시이다. 1923년 9월 《백조(白潮)》3호에 발표되었다. 상징적인 수법으로 미지의 신비와 꿈의 세계를 동경하는 낭만시의 극치를 보여주었다. 3.1 운동의 실패, 그리고 상징주의의 영향으로 인한 비애와 절망, 퇴폐와 죽음의지 등이 격정적으로 표출되어 있다.
또, '나의 침실로'의 시가 새겨진 대한민국 최초의 시비가 달성공원에 세워져있다.